# Belt (Montana)
Belt è una città degli Stati Uniti d'America situata nel Montana, nella Contea di Cascade.